# Râul Șurgani
Râul Șurgani, sau popular Râul Șorcan, este un mic afluent, pe stânga, al Timișului. Râul izvorăște la est de Buziaș, în pădurea Dumbrava, și se varsă la Dragșina, puțin în amonte de plaja Albina. Pârâul Salcia, de-a lungul căruia este amplasată stațiunea Buziaș și Valea Făgimac sunt afluenți pe stânga ai Șorcanului. Vâna, care traversează cartierul Corneanț al localității Chevereșu Mare este un braț mort al Șorcanului, rezultat în urma lucrărilor de regularizare de la începutul secolului al XX-lea.
Râul Șurgani este îndiguit pe cursul inferior, începând de la sud de Chevereșu Mare și până la vărsare. Cursul său este regularizat prin cele două acumulări, una aflată pe afluentul Salcia, la 2 kilometri est de Buziaș, iar cealaltă pe Valea Silagiului, la 3 kilometri sud de stațiune, în apropierea satului Silagiu.

## Amenințări ecologice
Apele Șurganului constituie un vector pentru difuzarea arbustului numit amorfă (amorfa fruticosa), o plantă invazivă originară din America de Nord, aclimatizată cu decenii în urmă la Buziaș. Tufele de amorfă au invadat malurile râului, numeroase terenuri riverane și se propagă pe râul Timiș, în aval de locul de vărsare al Șurganului, ocupând progresiv habitatul vegetației autohtone.

## Hărți
- Harta județului Timiș